# 가와조에촌 (미에현)
가와조에촌(川添村)은 일본 미에현 다키군에 설치되었던 촌이다. 현재의 오다이정의 동단에 해당한다.